# B.Delta43
B.Delta43 bezeichnet einen Massengutfrachtschiffstyp der B.Delta-Serie.

## Geschichte
Der Schiffstyp wurde vom finnischen Schiffsarchitekturbüro Deltamarin entworfen. Er basiert auf dem Entwurf B.Delta37. Der Rumpf des Typs B.Delta43 ist zehn Meter länger als der des Typs B.Delta37. Der Schiffstyp kann rund 43.500 t laden.
Von dem Schiffstyp wurden in den 2010er-Jahren mindestens zwölf Einheiten auf der chinesischen Werft Qingshan Shipyard in Wuhan für verschiedene Reedereien gebaut. Von der Hamburger Reederei HBC Hamburg Bulk Carriers wurden im Mai 2013 drei Einheiten des Schiffstyps bestellt und mehrere Optionen für weitere Schiffe vereinbart. Für HBC Hamburg Bulk Carriers wurden letztlich elf Einheiten des Typs gebaut. Vier davon verkaufte HBC Hamburg Bulk Carriers noch vor der Fertigstellung an die französische Unternehmensgruppe Sucden (Sucres et Denrées). Weitere vier Einheiten wurden von den Reedereien Blue Wall Shipping bzw. Phoenix Shipping & Trading bestellt. Hier lässt sich aber nur der Bau des ersten Schiffes nachweisen, das als Resolute gebaut und mit der Ablieferung an die französische Reederei Louis Dreyfus Armateurs verkauft wurde.
Die Venture Joy wurde 2017 auf der norwegischen Fachmesse Nor-Shipping mit dem „Energy Efficiency Award“ für ihre Energieeffizienz und die relativ niedrigen CO2-Emissionen, die bereits die erst ab 2025 geltenden Grenzwerte gemäß Energy Efficiency Design Index einhalten, ausgezeichnet.

## Beschreibung
Die Schiffe werden von einem MAN-Dieselmotor des Typs 5S50ME-B9.3 mit 6050 kW Leistung angetrieben. Der Motor wirkt auf einen Festpropeller. Für die Stromerzeugung stehen drei von Daihatsu-Dieselmotoren des Typs 6DK-20 angetriebenen Generatoren zur Verfügung. Weiterhin wurde ein von einem Cummins-Dieselmotor des Typs QSB7-D(M) angetriebener Notgenerator verbaut.
Die Schiffe verfügen über fünf Laderäume. Die Laderäume sind mit Faltlukendeckeln verschlossen. Die Gesamtkapazität der Räume beträgt 55.300 m³. Die Tankdecke von Laderaum 1, 3 und 5 kann mit 21 t/m², die von Laderaum 2 und 4 mit 15,1 t/m² belastet werden.
Die Schiffe sind mit vier IHI-Kranen ausgestattet, die jeweils mittschiffs zwischen den Laderäumen angeordnet sind. Die Krane können jeweils 30 t heben.

## Schiffe
| B.Delta43       | B.Delta43  | B.Delta43  | B.Delta43                         | B.Delta43                                                      |
| Bauname         | Baunummer  | IMO-Nummer | Kiellegung Fertigstellung         | Spätere Namen und Verbleib                                     |
| --------------- | ---------- | ---------- | --------------------------------- | -------------------------------------------------------------- |
| Venture Goal    | QS43500-1  | 9670731    | 12. Dezember 2013 23. Januar 2015 | 2023: Cetus Humpback                                           |
| Venture Luck    | QS43500-2  | 9670743    | 16. Januar 2014 &12. Februar 2015 | 2023: Cetus Beluga                                             |
| Venture Harmony | QS43500-3  | 9670755    | 10. April 2014 29. Juni 2015      | 2023: Cetus Bowhead                                            |
| Venture Dylan   | QS43500-4  | 9670767    | 30. April 2014 28. September 2015 | 2023: Cetus Orca                                               |
| Venture Spirit  | QS43500-5  | 9670779    | 24. Oktober 2014 18. April 2018   | 2023: Cetus Narwhal                                            |
| Venture Joy     | QS43500-6  | 9670781    | 18. Dezember 2014 8. August 2016  | 2023: Cetus Omura                                              |
| Boreas Venture  | QS43500-7  | 9725885    | 23. April 2015 27. September 2016 | 2023: Bariloche                                                |
| Eurus Venture   | QS43500-8  | 9725897    | 18. Mai 2015 10. Januar 2017      | 2024: Interlink Activity                                       |
| Notos Venture   | QS43500-9  | 9725902    | 21. September 2015 8. März 2017   | 2024: Interlink Priority                                       |
| Zephyr Venture  | QS43500-10 | 9725914    | 16. Dezember 2015 4. Juli 2017    |                                                                |
| Resolute        | QS43000-1  | 9731391    | 11. September 2015 19. Juli 2017  | 2017: La Venture, 2020: Atlantic Altamira, 2023: Wooyang Elite |
| Venture Grace   | QS43000-2  | 9731406    | 22. Dezember 2015 18. April 2018  | 2023: Cetus Spade                                              |